# Восточно-Китайское море
Восто́чно-Кита́йское мо́ре (кит. трад. 東海, упр. 东海, пиньинь Dōng Hǎi, палл. Дунхай, дословно — «восточное море»; кор. 동중국해, яп. 東シナ海) — полузамкнутое море на западе северной части Тихого океана, располагается между побережьем Восточной Азии (Китай) и островами Рюкю, Кюсю (Япония) и Тайвань (Китайская Республика).
Площадь — 836 тыс. км². Наибольшая глубина — 2719 м.
Средняя температура воды в феврале от 7 до 16 °C, в августе 27-28 °C.
Солёность воды 30-34,5 ‰, у устьев рек — 5−10 ‰.
Приливы полусуточные (до 7,5 м).
Крупнейшая река, впадающая в Восточно-Китайское море — Янцзы.
Рельеф дна у западного берега Восточно-Китайского моря неровный, но глубины здесь небольшие, у берега почти на всём протяжении отмели. На отмелях и вблизи островов опасные для мореплавания скалы, рифы и банки. Особенно опасны воды на подходе к устью реки Янцзы и в районе архипелага Чжоушань. Подводные опасные образования различить сквозь толщу воды здесь трудно, так как вода в указанных районах мутная. Некоторые подводные образования можно заметить по приливным сулоям и бурунам, образующимся над ними. Следует иметь в виду, что в описываемом районе имеются обширные малообследованные участки, где могут быть опасные скальные и донные образования, не показанные на картах. Грунт на севере описываемого района преимущественно илистый, кое-где в сочетании с песком, ракушкой и камнем.
Землетрясения, которые внезапно изменяют рельеф дна океана (сбросы, обвалы, оползни), вызывают моретрясения. При моретрясениях образуются поперечные и продольные волны. Поперечные волны вызывают появление на поверхности воды хаотично движущихся волн и ощущаются на судах в виде ударов и сотрясений корпуса, подобно тем, какие испытывает судно при посадке на мель. Продольные волны, возникающие во время моретрясения, называются морскими сейсмическими волнами, или цунами. Обычно цунами представляют собой серию из 3−9 волн, распространяющихся со скоростью 100—300 км в час от эпицентра землетрясения, с интервалами 10−30 мин. Длина этих волн 30−100 км, а высота 3−5 м; поэтому они не оказывают никакого действия на суда в открытом океане. Разрушительный эффект цунами проявляется у открытых берегов и с особой силой в глубоких воронкообразных бухтах и заливах, имеющих широкие входы и постепенно уменьшающиеся глубины.
Восточно-Китайское море богато биологическими ресурсами. Объектом промышленного рыболовства являются сельдь, сардины, ведётся лов краба, омаров, сбор трепанга, морских водорослей.

## Главные порты
- В Китае:
  - Шанхай
  - Ханчжоу
  - Нинбо
  - Цзилун.
- В Японии: Нагасаки.